# 小野坂・伊福部のUNHAPPY
『小野坂・伊福部のUNHAPPY』（おのさか・いふくべのアンハッピー）は、声優の小野坂昌也と放送作家の伊福部崇がパーソナリティを務めるラジオ番組である。文化放送、BBQR等で放送されている。

## 概要
本番組はインターネットラジオ黎明期に始まったラジオ番組で、不定期放送として、BBQR全9回+『榎本温子のらじお・む〜』内1回+文化放送Bobile1回の合計全11回が今まで放送されている。当時インターネットラジオに参入を始めたばかりであった文化放送が、年末進行によるインターネット枠の空白を埋める為に試験的に始まった番組であった。
「より安く、より無料(ただ)で」をモットーに小野坂昌也の人気を向上させるというコンセプトで始められた番組であったが、BBQRでは著作権の問題から番組で音楽が流せないという問題もあり、「インターネットラジオ内でも流せる著作権フリーのCDを作る」というのが主な番組内での活動だった。番組には基本的にはスポンサーが着いておらず、番組間のCMは出演者やスタッフの紹介という異例のものとなっていた。
この番組をきっかけとして、後にBSQR489にて、『小野坂・伊福部のyoungやんぐヤング』が始まった。

## 番組内容
メインパーソナリティである小野坂昌也、伊福部崇の他にも榎本温子、鷲崎健の両名を加えた合計4人によって様々な歌を作るというのが基本スタイルであったが、ギャラの問題から榎本温子は「シンディ」、鷲崎健は「T・G（健君のギターの略）」と呼ばれていた。
トークは小野坂の暴走が非常に目立ち、明らかにコレと分かる編集点が随所に存在していたが、小野坂自身も使えない部分は自覚していたようで、「はい、ということでここまでの話は使えないんですけどね」と収録中に発言していたらしい。
番組中期は曲作りだけでなくミニドラマなども行なわれ、ボケと突込みがアドリブで交錯する凄まじい内容となっていた。
UNHAPPYで製作された曲は2枚のCDに収録されたほか、「榎本温子のらじお・む～」を始めとする様々な番組で使用された。

### 番組タイトル
- 第1回 - UNHAPPY UNEW Millenium(仮)
- 第2回 - UNHAPPY valentine
- 第3回 - UNHAPPY spring
- 第4回 - UNHAPPY to you
- 第5回 - Unhappy Milky Way
- 第6回 - UNHAPPY summer vacation
- 第7回 - UNHAPPY last summer
- 第8回 - UNHAPPY new Century
- 第9回 - UNHAPPY 帝(みかど)
- 第10回 - UNHAPPY 素晴ラシキ哉、人生
- 第11回 - UNHAPPY 猫顔

### CD
- 小野坂昌也 プロトCD
- 小野坂昌也 with TEI
- 小野坂昌也 with 帝